# 台東区立台東育英小学校
台東区立台東育英小学校（たいとうくりつ たいとういくえいしょうがっこう）は、東京都台東区浅草橋2丁目にある公立小学校。

## 沿革
- 2001年（平成13年）
  - 4月1日 - 育英小学校と柳北小学校を統合し、台東育英小学校開校。
  - 4月6日 - 開校式と第1回入学式を挙行。
  - 9月1日 - 校舎改修のため、仮校舎（旧柳北小学校）へ移転。
- 2002年（平成14年）12月12日 - 校歌制定し、校旗授与式挙行。
- 2003年（平成15年）4月1日 - 新校舎（旧育英小学校）へ移転。
- 2004年（平成16年）3月 - 文集「ひらく」創刊。
- 2021年（令和3年）9月1日 - 校舎と体育館の大規模改修工事着工[1][2]。
- 2023年（令和5年）12月31日 - 大規模改修工事完了[1]。

## 通学区域
東京都台東区教育委員会によって指定されている台東育英小学校の通学区域は、以下の通り。
- 浅草橋一丁目（全域）
- 浅草橋二丁目（全域）
- 浅草橋三丁目（全域）
- 浅草橋四丁目（全域）
- 浅草橋五丁目（全域）
- 柳橋一丁目（全域）
- 柳橋二丁目（全域）
- 蔵前一丁目（全域）
- 鳥越一丁目（全域）
- 鳥越二丁目（全域）

## 進学先中学校
公立中学校に進学する場合は次の2校が東京都台東区教育委員会により指定されている。
- 台東区立浅草中学校 - 浅草橋一丁目から五丁目、柳橋一丁目および二丁目、蔵前一丁目から通う児童
- 台東区立御徒町台東中学校 - 鳥越一丁目、二丁目から通う児童

## アクセス
- 台東区コミュニティバス「めぐりん」に乗車し、
  - 「南めぐりん」で、「柳北スポーツプラザ」バス停下車後、目の前。
  - 「ぐるーりめぐりん」で、「浅草橋地区センター」バス停下車後、徒歩約50m・約1分（直線距離だとすぐそばだが、敷地と道路との位置関係で若干遠回りとなる）。
- JR東日本総武線浅草橋駅（西口2）から、徒歩5分。
- 都営地下鉄浅草線浅草橋駅（A4出口）から、徒歩8分。

## 周辺
本校は千代田区との区境線に近く「○」が付されている施設は千代田区に所在する。
- 台東区立育英幼稚園 - 同一建物内で、かつ進学前幼稚園。
- 台東区立柳北スポーツプラザ - 同一敷地内
- 台東区立柳北公園 - 敷地が隣接
- 東京都立忍岡高等学校
- 警視庁蔵前警察署浅草橋地域センター
- 城北信用金庫浅草橋支店
- 台東区浅草橋地区センター
- ファミリーマート浅草橋二丁目店
- ○日本通運本社
- ○三井記念病院
- ○千代田区立和泉公園
- ○千代田区立和泉小学校
- 神田川
- このほか、中小規模の店舗やマンション・アパートなども点在する。